# Jiří Kratochvil
Jiří Kratochvil (Brno, 4 de enero de 1940) es un periodista, dramaturgo y novelista checo. Actualmente reside en Moravský Krumlov (República Checa).

## Biografía
Jiří Kratochvil se graduó en checo y ruso en la Facultad de Filosofía de la Universidad Masaryk en Brno, obteniendo la titulación en 1963.
Tras trabajar como profesor y archivista, comenzó a escribir en 1970, compaginando la escritura con profesiones manuales como operador de grúa, vigilante nocturno de una granja avícola o telefonista.
En 1983 empezó a trabajar en el centro regional de conservación del patrimonio, y en 1991 en el departamento de creación radiofónica de Radio Brno.
Desde 1995 se dedica exclusivamente a la literatura.
A lo largo de su carrera, ha recibido diversos premios literarios, entre ellos el Tom Stoppard (1991), el de los libreros checos (1993), el Egon Hostovský (1996), el Karel Čapek (1998) y el Jaroslav Seifert (1999).

## Obra
En la década de 1980, Kratochvil debutó en el mundo literario con dos novelas. La primera, Medvědí román (en español «La novela del oso»), fue escrita en 1985 y distribuida como samizdat, pero no sería publicada hasta 1990. La segunda, Uprostřed nocí zpěv (en español «En mitad de la noche, un canto»), una fantasmagórica fábula sobre la Checoslovaquia totalitaria tras la invasión soviética del país, que siguió a la Segunda Guerra Mundial, vería su publicación en Brno en 1992.
A estas novelas, le siguieron dos ciclos de relatos: Má lásko, postmoderno (1994) y Orfeus z Kénigu (1994).
Muchos textos de Kratochvil se hallan estrechamente relacionados con Brno, su ciudad natal, como es el caso de Avión (1995), obra galardonada con el premio Egon Hostovský. De acuerdo al autor, esta novela supone una conexión entre literatura y arquitectura; está inspirada en la innovadora arquitectura del Brno de entreguerras, formando una imagen del mundo como un laberinto, siendo numerosas las alusiones a la literatura clásica y a otros escritores modernistas y postmodernistas.
Su posterior obra Siamský příběh (1996) refiere las extrañas aventuras de un niño y de un hombre que transcurren entre 1946 y la actualidad. Junto a los dos argumentos principales se entremezclan numerosos temas secundarios. Nuevamente la acción tiene lugar en un pequeño pueblo a las afueras de Brno, en las estribaciones de los montes checo-moravos. En dicho entorno, el narrador relata su primer y único gran amor, entre un muchacho de doce años y una mujer madura e increíblemente hermosa.
La novela Noční tango (1999) consiste en tres versiones sobre una historia de infidelidad, que se fusionan en la parte final del libro.
De acuerdo al crítico literario Petr Chleboun, «en esta novela [el autor] deconstruye su propia arquitectura, examinando los principios con los que luego la puede reconstruir; en ninguna otra obra Kratochvil intenta algo similar o lo hace a una escala tan grande». Este libro recibió en 1999 el premio Jaroslav Seifert.
Posteriores trabajos de Kratochvil fueron Truchlivý Bůh (2000) y la  fantástica Lehni, bestie (2002), inspirada en los ataques del 11 de septiembre de 2001.
Por su parte, Lady Carneval (2004) está basado en la historia de una enfermera, llamada Olga Abelová, que cuidó al presidente Gustáv Husák después de una operación y llegó a ser una persona prominente dentro del régimen.
En Herec (en español «El actor», 2006), el protagonista, que posee un enorme talento para la interpretación, acaba descubriendo que dicha capacidad, que en un principio parece un don, acaba resultando una maldición.
La promesa de Kamil Modracek (Slib, 2009) es una novela también ambientada en Brno cuya narración corre a cargo de diferentes voces. La trama se desarrolla en tiempos del totalitarismo emergente en la Checoslovaquia de los años 50 con sus omnipresentes informadores.
La novela finalmente desemboca en una absurda y simbólica escena de venganza.
Femme fatale (2010) refiere la historia de una escritora prohibida quien, de un día para otro, pasa a ser una celebridad debido a un cambio en el régimen. Diferente es el planteamiento de Dobrou noc, sladké sny (2012), describiendo un único día de 1945 en el Brno recién liberado al final de la Segunda Guerra Mundial. Alfa Centauri, obra de 2013 sobre la historia de un huérfano, cuenta con una compleja trama y un inesperado desenlace.
En 1991 fue galardonado con el Premio Tom Stoppard.

## Estilo
Aunque en muchos casos pueda suponer una simplificación, la literatura de Jiří Kratochvil es considerada una pieza fundamental dentro del «posmodernismo checo».
A partir de su debut literario con Medvědí román, el autor estableció y elaboró una estructura narrativa posmodernista, inicialmente inspirada en la literatura experimental de la década de 1960.
Dicha novela convirtió a Kratochvil en uno de los primeros escritores checos de finales del siglo XX que emplearon sistemáticamente el concepto de novela como «sistema abierto», obra inacabada o trabajo en elaboración.
Evitando deliberadamente el tono realista en sus trabajos, Kratochvil cambia la identidad de los personajes, entremezclando realidad y fantasía.
Sus textos recrean complejos mundos ficticios con su propia lógica, que en cierta manera ocultan la realidad.
Su producción se halla influenciada de manera notable por la obra de su compatriota Milan Kundera, así como por el realismo mágico.
El propio Kratochvil afirma que «no me gusta la realidad, no me gustan las cosas reales y lo que quiero es construir otra realidad».
Otras constantes de sus trabajos son la identidad personal y la memoria, reflejando sus novelas recuerdos de infancia y juventud; pero incluso dentro de esta forma de escribir más tradicional, trasciende el impulso postmodernista o experimental del autor.
En sus libros también aparecen temas recurrentes como los sueños y el erotismo.
Por otra parte, su literatura contiene un trasfondo político que en ocasiones adopta la forma agresiva de una sátira grotesca.
Según palabras del propio Kratochvil, «En mis libros intento contrastar el placer de la narración de una historia... con la dirección de la misma, jugando con lo fantástico, con los siniestros destinos de los protagonistas».
Considerado uno de los escritores checos más importantes de los últimos tiempos, Milan Kundera ha llegado a afirmar que sus obras «constituyen el mayor evento en la literatura checa desde 1989».

## Obras

### Novela
- Medvědí román (1987 «samizdat» / 1990 novela)
- En mitad de la noche un canto (Uprostřed nocí zpěv) (1992 / Impedimenta, 2010)
- Avión (1995)
- Siamský příběh (1996)
- Nesmrtelný příběh (1997)
- Noční tango (1999)
- Urmedvěd (1999)
- Truchlivý Bůh (2000)
- Lehni, bestie (2002)
- Lady Carneval (2004)
- Herec (2006)
- La promesa de Kamil Modracek (Slib) (2009, Impedimenta, 2013)
- Femme fatale (2010)
- Buenas noches, dulces sueños (Dobrou noc, sladké sny) (2012, Impedimenta, 2017)
- Alfa Centauri (2013)

### Relatos
- Orfeus z Kénigu (1994)
- Má lásko, postmoderno (1994)
- Brněnské povídky (2007)
- Kruhová leč (2011)

### Teatro
- Slepecká cvičení (1997), colección de obras de teatro y radio
- A babička slaví devětadevadesáté narozeniny (1999)

### Ensayo
- Příběhy příběhů (1996)
- Vyznání příběhovosti (2001)

### Otros
- Brno nostalgické i ironické (2001), serie